# Živa Majcen
Živa Majcen (Tkačev), slovenska zdravnica patofiziologinja, * 2. julij 1924, Ljubljana, † april 2022
Majcen je leta 1951 diplomirala in 1971 doktorirala na Medicinski fakulteti v Ljubljani. Dr. Majcen se je takoj po diplomi zaposlila na Patofiziološkem inštitutu MF v Ljubljani kjer je bila zaposlena do leta 1990. Leta 1980 je postala redna profesorica na MF. Kot raziskovalka je proučevala »holinergični sistem pri izoliranem srcu«. V mednarodni periodiki je objavila več strokovnih razprav, je tudi soavtorica učbenika Izbrana poglavja iz patološke fiziologije.

## Nagrade
Leta 1985 je prejela Nagrado Sklada Borisa Kidriča za raziskovalno delo na področju histokemije acetilholinesteraze .